# エンベロープ (ウイルス)

サイトメガロウイルス図解。Glycoprotein:糖タンパク質、 capsid:カプシド、Genome:ゲノム、Coat:被膜

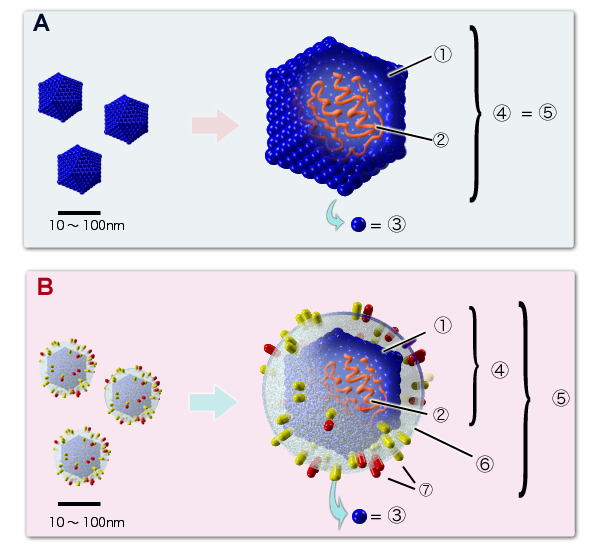
A. エンベロープを持たないウイルス
B.エンベロープを持つウイルス カプシド ウイルス核酸 カプソマー ヌクレオカプシド ビリオン エンベロープ スパイクタンパク質

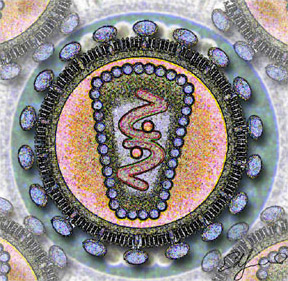
ヒト免疫不全ウイルスの模式図 最外周部に見える紫色に描かれたエンベロープタンパク質gp120はエンベロープ表面に貫入している

エンベロープ (envelope) は、単純ヘルペスウイルスやインフルエンザウイルス、ヒト免疫不全ウイルスなど一部のウイルス粒子に見られる膜状の構造のこと。これらのウイルスにおいて、エンベロープはウイルス粒子（ビリオン）の最も外側に位置しており、ウイルスの基本構造となるウイルスゲノムおよびカプシドと呼ばれるタンパク質の殻・層を覆っている。エンベロープの有無はウイルスの種類によって決まっており、分離されたウイルスがどの種類のものであるかを鑑別する際の指標の一つである。
エンベロープは通常、宿主細胞膜（リン脂質とタンパク質）に由来し、ウイルス性糖タンパク質も含み、宿主の免疫系を回避することを助ける。

## 概要
エンベロープは、ウイルスが感染した細胞内で増殖し、そこから細胞外に出る際に細胞膜あるいは核膜などの生体膜を被ったまま出芽することによって獲得されるものである。このため、基本的には宿主細胞の脂質二重膜に由来するものであるが、この他にウイルス遺伝子にコードされている膜タンパク質の一部を細胞膜などに発現した後で膜と一緒にウイルス粒子に取り込み、エンベロープタンパク質としてビリオン表面に発現させている。これらのエンベロープタンパク質には、そのウイルスが宿主細胞に吸着・侵入する際に細胞側が持つレセプターに結合したり、免疫などの生体防御機能を回避したりなど、さまざまな機能を持つものが知られており、ウイルスの感染に重要な役割を果たしている。
細胞膜に由来するエンベロープがあるウイルスでは、エンベロープタンパク質が細胞側のレセプターに結合した後、ウイルスのエンベロープと細胞膜とが膜融合を起こすことで、エンベロープ内部に包まれていたウイルスの遺伝子やタンパク質を細胞内に送り込む仕組みのものが多い。
エンベロープはその大部分が脂質から成るためエタノールや有機溶媒、石けんなどで破壊できる。このため一般にエンベロープを持つウイルスは、消毒用アルコールでの不活化が、エンベロープを持たないウイルスに比べると容易である。

## エンベロープを持つ例
ヒトにおける病原体を含むエンベロープウイルス

### DNA ウイルス
- ヘルペスウイルス科 - 水痘・帯状疱疹ウイルスなど
- ポックスウイルス科 - 天然痘ウイルスなど
- ヘパドナウイルス科 - B型肝炎ウイルスなど

### RNA ウイルス
- フラビウイルス科 - C型肝炎ウイルス、日本脳炎ウイルス、ジカウイルスなど
- トガウイルス科 - 風疹ウイルスなど
- コロナウイルス科 - SARSコロナウイルス、MERSコロナウイルスなど
- D型肝炎ウイルス
- オルトミクソウイルス科 - 呼吸器感染症を引き起こすインフルエンザウイルスを含む
- パラミクソウイルス科 - 麻疹ウイルス、ヒトRSウイルスなど
- ラブドウイルス科[4] - 狂犬病ウイルスなど
- ブニヤウイルス科 - クリミア・コンゴ出血熱ウイルスなど
- フィロウイルス科 - エボラウイルス、マールブルグウイルスなど

### レトロウイルス
- レトロウイルス科 - ヒト免疫不全ウイルス、成人T細胞白血病ウイルスなど

## エンベロープを持たない例
ヒトにおける病原体を含むエンベロープを持たないウイルス

### DNA ウイルス
- アデノウイルス
- パピローマウイルス科（英語版） - ヒトパピローマウイルスなど

### RNA ウイルス
- ピコルナウイルス科 - ポリオウイルス、A型肝炎ウイルス
- カリシウイルス科 - ノロウイルス
- レオウイルス科 - ロタウイルスなど